# Biển Koro
Biển Koro hoặc Biển của Koro là một vùng biển nằm trong Thái Bình Dương giữa đảo  Viti Levu, Fiji về phía tây và các đảo Lau về phía đông, bao quanh bởi các đảo thuộc quần đảo Fiji.
Nó được đặt tên theo đảo Koyo.